# Стрельцов Лев Михайлович
Лев Михайлович Стрельцов (рос. Лев Михайлович Стрєльцов; 25 жовтня 1918, Мари — 24 березня 1979, Одеса) — доктор юридичних наук, професор, завідувач кафедри державного і адміністративного права Одеського національного університету імені І. І. Мечникова.

## Біографія
Л. М. Стрельцов народився 25 жовтня 1918 року в місті Мари (Туркменія), в сім'ї машиніста локомотива (паровоза) залізничного депо ст. Мари Стрельцова Михайла Омеляновича і домогосподарки Стрельцової Ніни Гнатівна. Він був наймолодшою дитиною в сім'ї, старші сестри: Галина — 1911 рр р.н., Таїсія — 1914 р.н., Ніна — 1916 р.н. Після раптової смерті батька М. Е. Стрельцова, в 1924 році родина переїхала в Ташкент (Узбекистан), де він закінчив середню школу і почав працювати шофером, потім — механіком автоколони.

## Військова служба
У жовтні 1937 був призваний до лав Радянської Армії, де, після короткострокового навчання, почав службу в бронетанкових військах механіком — водієм танка. У 1939 році як командир танка 7-ї бронетанкової бригади 57-го Особливого корпусу брав участь у військових діях на річці Халхин-Гол в Монголії. За «проявлену мужність і героїзм» Указом Президії Верховної Ради СРСР від 28.08.1939 року був нагороджений орденом «Бойового Червоного Прапора» (№ ордена 3791), який вручав йому в м Москві Голова Президії Верховної Ради СРСР М. І. Калінін. Після закінчення військових дій в Монголії був спрямований на два роки навчання в Московське військове училище. Як один з кращих курсантів брав участь в параді на Червоній площі в Москві в 1940 році. Після закінчення училища отримав перше офіцерське звання. Брав активну участь у Другій світовій війні, в обороні Москви. Нагороджений медаллю «За оборону Москви». В цілому військова служба протекла так: механік водій танка, командир танка, командир танкового взводу, заступник командира і командир танкової роти, командир танкової роти розвідки, заступник командира і командир батальйону танкової розвідки та ін., Різних танкових з'єднань Північно-Західного, Західного і інших фронтів. У 1942 році отримує звання майора (в 24 роки), в 1946 році (в 28 років) отримує звання підполковника. За час участь у війні був двічі поранений і один раз контужений. У зв'язку з цим визнається інвалідом II-ї групи і в 1954 році (в 36 років) демобілізується з армії. Після цього, з 1954 по 1956 рік працював в органах виконавчої влади.

## Педагогічна діяльність
З 1956 по 1959 рік працював в Одеській філії Всесоюзного юридичного заочного інституту (Москва): старшим викладачем, завідувачем навчальною частиною, заступником директора філії.
З 1959 по 1960 рік — старший викладач філії юридичного факультету Київського державного університету імені Тараса Шевченка.
З 1960 року з моменту початку діяльності юридичного факультету Одеського державного університету імені І. І. Мечникова і до своєї кончини в 1979 році, працює: ст. викладачем (1960—1963), доцентом (1963—1972), заступником декана (1964—1972), професором (1972), завідувачем кафедри державного і адміністративного права (1972—1979). Викладав нормативний курс «Державне право» для студентів усіх форм навчання.

## Нагороди
Нагороджений 15 державними нагородами, в тому числі: орденами «Червоного Прапора» і «Червоної Зірки», медаллю «За бойові заслуги», медаллю «За оборону Москви», іноземними державними нагородами.